# Dyspepsie atonique
Le terme de dyspepsie atonique qualifie une description historique d'une forme de dyspepsie, encore employé en médecine au XIXe siècle,. Devant l'amélioration des connaissances étiologiques des dyspepsies, il a disparu des dictionnaires de termes médicaux dès le début du XXe siècle,. Il ne sert plus dès lors aux classifications modernes des dyspepsies.
Au XXIe siècle ce terme n'est plus employé que dans le champ des médecines dites douces (homéopathie, phytothérapie, etc.) pour la prise en charge de syndromes fonctionnels digestifs peu spécifiques. 
Historiquement il s'agissait d'un trouble fonctionnel de la digestion, présumé découler d'un manque de tonus de l'estomac survenant après la prise alimentaire. Traditionnellement, certaines plantes peuvent remédier à ce trouble, dont la gentiane jaune, le chardon béni malgré l'absence d'études cliniques ou le curcuma.